# 特別区競馬組合
特別区競馬組合（とくべつくけいばくみあい）は、競馬法に基づき大井競馬場において競馬（東京シティ競馬）を主催する、東京都の23区合同で組織される一部事務組合（特別地方公共団体）である。職員は地方公務員であり、職員数は約100名。トップである管理者は23区の区長が持ち回りで務めている。地方公営企業法の財務規定等が適用されている。
競馬法第1条および第1条第2項により、競馬が主催できるのは原則として都道府県と競馬場が存在する市町村（特別区を含む）であるが、大井競馬場がある品川区以外の特別区は競馬法の附則第4条により当分の間競馬場が存在する市町村と見なすことになっている。

## 現役外国馬導入問題
- 地方競馬を取り巻く状況は極めて厳しく、特別区競馬組合においても、売り上げや本場入場者の長期低落傾向に歯止めがかからない状況にある。こうした事態を打開するためには、基本となるのは「強い馬」によるエキサイティングで魅力あるレースをファンに提供することであり、「強い馬づくり」の方策の一つとして、「第3次特別区公営競技振興対策協議会答申」（1999年1月）において提言されている「外国で出走経歴のある馬」の転入を、緊急的かつ試行的に2007年から2年間実施することになった。
- しかし、安易な導入は国内の生産者に大きな打撃を与えるとして、導入案撤回を求めてきた競走馬生産者側はあらためて反発。JBC実行委員会は2007年（大井競馬場）開催への支援を全面中止を決定した。
- その後、4月19日に開催されたJBC特別委員会において、従前どおり第7回JBCとして実施することになった(2007年4月20日付のNARのニュースリリース)。